# Montézic
Montézic település Franciaországban, Aveyron megyében. Lakosainak száma 226 fő (2022. január 1.). Montézic Campouriez, Lacroix-Barrez, Saint-Amans-des-Cots, Saint-Hippolyte és Saint-Symphorien-de-Thénières községekkel határos.

## Népesség
A település népessége az elmúlt években az alábbi módon változott:
| Lakosok száma | 238  | 297  | 226  | 247  | 259  | 241  | 226  | 214  | 218  | 226  |
|               | 1968 | 1982 | 1990 | 2006 | 2013 | 2015 | 2017 | 2019 | 2020 | 2022 |